# Umm Habes
Um Habs (tiếng Ả Rập: أم حبس) là một ngôi làng Syria nằm ở Al-Hamraa Nahiyah ở huyện Hama, Hama. Theo Cục Thống kê Trung ương Syria (CBS), Um Habs có dân số 543 trong cuộc điều tra dân số năm 2004.